# Eric Svenning
Eric Adolf Svenning, i riksdagen kallad Svenning i Malmö, född 21 november 1901 i Malmö (Sankt Pauli), död 19 augusti 1974 i Malmö (Slottsstaden) (självmord), var en svensk socialdemokratisk politiker och redaktör. Han var far till Olle Svenning.
Svenning, vars far var typograf, genomgick Brunnsviks folkhögskola 1925–1926, var litograf vid AB Åkerlund & Rausing 1926–1941 och blev redaktör för tidningen Bostaden (senare kallad Vår bostad) i Malmö 1941. Han var ledamot av Malmö stadsfullmäktige 1945–1966, ordförande i hälsovårdsnämnden 1948–1963, ordförande i drätselkammarens tredje avdelning/fastighetsnämnden 1950–1967, andre vice ordförande i samfällda drätselkammaren 1950 och vice ordförande där 1951–1954. Han blev styrelseledamot i Malmö stadsteater 1950 och ordförande i Arbetarnas bildningsförbund i Malmö samma år (ledamot där från 1936).
Svenning var riksdagsledamot från 1957, invald för Fyrstadskretsen och suppleant i tredje lagutskottet. År 2001 kom Magnus Gerttens och Stefan Bergs dokumentärfilm Far till staden, vilken handlar om Svenning och även visats på SVT. I filmen berättar sonen Olle Svenning om sin far, men även i den egna boken Lojaliteter: min far(s) som utkom 1995.